# Чемпионат России по дзюдо 1993
Чемпионат России по дзюдо 1993 года проходил в Санкт-Петербурге с 18 по 21 декабря.

## Медалисты

### Мужчины
| Категория                   | Золото                             | Серебро                             | Бронза                                                    |
| --------------------------- | ---------------------------------- | ----------------------------------- | --------------------------------------------------------- |
| Наилегчайший вес (до 60 кг) | Сергей Чернухин Липецк             | Алексей Котов Москва                | Александр Тверитин Челябинск Николай Ожегин Урай          |
| Полулёгкий вес (до 65 кг)   | Владимир Драчко Московская область | Иннокентий Кириллов Санкт-Петербург | Аркадий Кривошеев Красноярск Руслан Гамзатов Махачкала    |
| Лёгкий вес (до 71 кг)       | Вячеслав Шишкин Челябинск          | Андрей Игнатенко Челябинск          | Сергей Колесников Курган Сергей Никитин Алтайский край    |
| Полусредний вес (до 78 кг)  | Алексей Шарунов Екатеринбург       | Константин Савчишкин Елец           | Рашид Ибрагимов Махачкала Александр Власов Майкоп         |
| Средний вес (до 86 кг)      | Олег Мальцев Лесосибирск           | Сергей Игнатьев Красноярск          | Тагир Абдулаев Санкт-Петербург Станислав Жуков Рязань     |
| Полутяжёлый вес (до 95 кг)  | Евгений Печуров Коломна            | Кола Муртузов Москва                | Шамиль Расулов Махачкала Олег Дягилев Урай                |
| Тяжёлый вес (свыше 95 кг)   | Андрей Мисягин Челябинск           | Владимир Кравчук Красноярск         | Дмитрий Платунов Санкт-Петербург Гамзат Расулов Махачкала |
| Абсолютная категория        | Дмитрий Платунов Санкт-Петербург   | Юрий Стёпкин Курск                  | Шамиль Расулов Махачкала Андрей Мисягин Челябинск         |

### Женщины
| Весовая категория           | Золото                             | Серебро                                  | Бронза                                                            |
| --------------------------- | ---------------------------------- | ---------------------------------------- | ----------------------------------------------------------------- |
| Наилегчайший вес (до 48 кг) | Татьяна Кувшинова Дзержинск        | Любовь Брулетова Омск                    | Оксана Фёдорова Кировская область Елена Деревянко Санкт-Петербург |
| Полулёгкий вес (до 52 кг)   | Виктория Волотова Москва           | Ирина Павленина Пермь                    | Наталья Смирнова Тверь Наталья Арановская Майкоп                  |
| Лёгкий вес (до 56 кг)       | Элина Новгородцева Санкт-Петербург | Елена Леверова Санкт-Петербург           | Наталья Петухова Санкт-Петербург Эльвира Дзусова Владикавказ      |
| Полусредний вес (до 61 кг)  | Елена Петрова Санкт-Петербург      | Маргарита Базулина Брянск                | Ирина Афонина Тула Мария Сидорова Москва                          |
| Средний вес (до 66 кг)      | Елена Котельникова Липецк          | Елена Гусева Москва                      | Ольга Матвеева Самара Александра Уткова Омск                      |
| Полутяжёлый вес (до 72 кг)  | Людмила Климчук Норильск           | Светлана Галянт Петропавловск-Камчатский | Виктория Казунина Москва Светлана Большакова Тюмень               |
| Тяжёлый вес (свыше 72 кг)   | Светлана Гундаренко Челябинск      | Ирина Родина Тула                        | Елена Герасимова Волгоград Наталья Бурмистрова Новосибирск        |
| Абсолютная категория        | Ирина Родина Тула                  | Виктория Казунина Москва                 | Ольга Любченко Пермь Елена Герасимова Волгоград                   |